# Béatrice Collignon
Pour les articles homonymes, voir Collignon.
Béatrice Collignon, née en 1965, est une géographe française, professeure des Universités, spécialiste des Inuits.

## Carrière
Béatrice Collignon est agrégée de géographie (1989) et ancienne élève de l’École normale supérieure de Fontenay-Saint-Cloud. Après la réalisation d'un mémoire intitulé Holman Island : évolution et organisation d'une localité de l'Arctique canadien, dirigé par Philippe Pinchemel (1987), elle a soutenu une thèse de doctorat, Le savoir géographique des Inuinnait (Eskimo du Cuivre - Arctique central occidental, Canada) : Hilaqaqpuq : « comprendre l'univers », sous la direction de Denise Pumain (1994).
Elle est d'abord maîtresse de conférences à l'Institut de Géographie de l'Université Paris 1 Panthéon-Sorbonne (1994-2013), puis, elle devient professeure de géographie à l'Université Bordeaux-Montaigne (Bordeaux III). Depuis 2016 elle est directrice du laboratoire de recherche UMR Passages.
Elle fait partie du comité de rédaction des revues Cybergeo, Géographie et cultures et L'information géographique.
Elle a été co-directrice du comité scientifique du Festival International de Géographie.

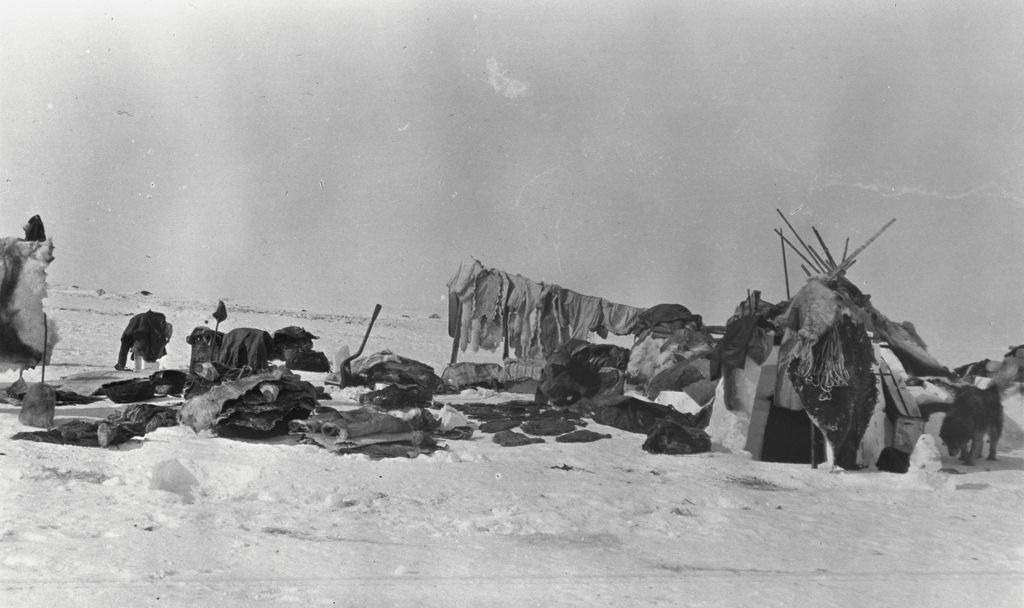
Inuit du Cuivre faisant sécher des vêtements près de l'île Read, Territoires du Nord-Ouest (Nunavut)

En 2017, elle fait partie du comité scientifique du Premier Colloque International de Géographie anarchiste, qui se tient en Italie.

## Ouvrages
- Les Inuit : ce qu'ils savent du territoire, l'Harmattan, 1996.  (ISBN 2-7384-4849-6)

Ouvrages collectifs
- Six milliards d'hommes, avec Daniel Noin et Geneviève Doudeau, La Documentation Française, 1994.
- Géographies anglo-saxonnes. Tendances contemporaines, Textes rassemblés et présentés avec Jean-François Staszak, Christine Chivallon, Bernard Debarbieux, Isabelle Géneau de Lamarlière et Claire Hancock, Paris, Mappemonde-Belin, 315 p., 2001.  (ISBN 2-7011-2519-7)
- Espaces domestiques : construire, habiter, représenter : actes du colloque international sur les Espaces domestiques qui s'est tenu du 17 au 20 septembre 2002 à l'Institut de géographie de Paris, codirigé avec Jean-François Staszak, Bréal, 2004, cop. 2003.  (ISBN 2-7495-0193-8)
- « La géographie économique au début du XXIe siècle », codirigé avec Georges Benko, in Bulletin de l'Association de géographes français, no 3, septembre 2005.  (ISSN 0004-5322)

## Vidéographie
- Réalisation de Des iglous aux maisons permanentes, paroles de femmes Inuit, Atelier Géo-Images - Paris I, 2000.
- Conférencière dans Les savoirs géographiques vernaculaires ont-ils une valeur ?, Service du Film de Recherche Scientifique, 2001.